# Titani(IV) chloride
Titan(IV) chloride là một hợp chất vô cơ có thành phần chính gồm hai nguyên tố titan và clo với công thức hóa học được quy định là TiCl4. Hợp chất này là một sản phẩm trung gian quan trọng trong việc sản xuất kim loại titan và titan(IV) oxit màu. TiCl4 là một ví dụ bất thường của một halide kim loại có độ bay hơi cao. Khi tiếp xúc với không khí ẩm, nó tạo ra những đám mây titan(IV) oxit ngoằn ngoèo ngoạn mục và hydro chloride. Ngoài các tên gọi thông dụng, hợp chất này đôi khi được gọi là "tickle" do sự giống nhau về ngữ âm của công thức phân tử của nó (TiCl4) với từ này.

## Ứng dụng

### Sản xuất kim loại titan
Nguồn cung titan của thế giới vào khoảng 250.000 tấn một năm, và được sản xuất từ TiCl4. Việc chuyển đổi diễn ra bằng cách làm giảm đi hàm lượng chloride trong hợp chất titan tetrachloride bằng kim loại magie, phản ứng tạo ra kim loại titan và magie chloride. Phản ứng này được gọi là quá trình Kroll:
2Mg + TiCl4 → 2MgCl2 + Ti
Natri lỏng cũng có thể được sử dụng thay magnesi đóng vai trò chất khử, như trong quá trình Hunter.

## Độc tính và an toàn
Các mối nguy hại từ hợp chất titan tetrachloride gây ra thường phát sinh từ việc giải phóng hydro chloride (HCl). TiCl4 là một axit Lewis mạnh, tỏa nhiệt tạo thành các sản phẩn cộng với các base, kể cả hợp chất yếu như THF và nổ với nước, giải phóng HCl.

## Hợp chất khác
TiCl4 còn tạo phức với NH3, như:
- TiCl4·2NH3 – chất rắn màu vàng;[4]
- TiCl4·4NH3 – chất rắn màu trắng;
- TiCl4·6NH3 – bột màu vàng, bị phân hủy bởi nước;
- TiCl4·8NH3 – bột màu vàng đậm.[5]